# Edizione straordinaria (film 2020)
Edizione straordinaria è un documentario televisivo del 2020 diretto da Walter Veltroni.

## Trama
Questo documentario raccoglie alcune edizioni straordinarie del telegiornale, come TG1, TG2 e TG3, e/o gli annunci in diretta di molti fatti che hanno fatto la cronaca dagli anni 50 a oggi. Il documentario presenta i seguenti fatti di cronaca:
- 6 giugno 1954 - Ore 18.00 - Papa Pio XII dal Vaticano (Prima Eurovisione)

- 10 ottobre 1956 - Ore 12 - Rapina di Terrazzano

- 16 novembre 1961 - Ore 11.17 - Eccidio di Kindu (Congo belga)

- 3 giugno 1963 - Ore 19.49 - Morte di Papa Giovanni XXIII

- 10 ottobre 1963 - Ore 1.46 - Disastro del Vajont

- 22 novembre 1963 - Ore 19.42 - Attentato a John Fitzgerald Kennedy

- 4 novembre 1966 - Ore 6.51 - Alluvione a Firenze

- 27 gennaio 1967 - Ore 2.30 - Morte di Luigi Tenco

- 5 giugno 1968 - Ore 9.43 - Attentato a Robert Kennedy

- 21 agosto 1968 - Ore 4.21 - Invasione della Cecoslovacchia

- 20 luglio 1969 - L'uomo sulla Luna

- 12 dicembre 1969 - Ore 16.45 - Strage di piazza Fontana

- 16 aprile 1973 - Ore 8.08 - Rogo di Primavalle

- 17 maggio 1973 - Ore 11.06 - Bomba alla questura di Milano

- 13 maggio 1974 - Referendum sul divorzio

- 28 maggio 1974 - Ore 10.49 - Strage di piazza della Loggia - Brescia

- 2 novembre 1975 - Ore 14.38 - Assassinio di Pier Paolo Pasolini

- 6 maggio 1976 - Ore 21.21 - Terremoto del Friuli

- 30 giugno 1976 - Ore 22.13 - Furto delle tracce degli esami di maturità

- 16 marzo 1978 - Ore 9.10 - Rapimento di Aldo Moro e uccisione della scorta

- 18 aprile 1978 - Ore 12.20 - Rapimento Moro. Ricerche al Lago della Duchessa

- 18 aprile 1978 - Ore 10.52 - Rapimento Moro. Il covo di Via Gradoli

- 9 maggio 1978 - Ore 13.59 - Ritrovamento del corpo Aldo Moro in Via Caetani

- 26 agosto 1978 - Ore 18.09 - Conclave

- 26 agosto 1978 - Ore 19.19 - Elezione di Papa Giovanni Paolo I

- 29 settembre 1978 - Ore 7.15 - Morte di Papa Giovanni Paolo I

- 12 luglio 1979 - Ore 7.38 - Omicidio di Giorgio Ambrosoli

- 12 febbraio 1980 - Ore 12.03 - Assassinio di Vittorio Bachelet

- 27 giugno 1980 - Ore 21.54 - Strage di Ustica

- 2 agosto 1980 - Ore 10.47 - Attentato alla stazione di Bologna

- 23 novembre 1980 - Ore 19.46 - Terremoto in Irpinia

- 26 novembre 1980 - Irpinia. Ritardo soccorsi

- 13 maggio 1981 - Ore 17.33 - Attentato a Papa Giovanni Paolo II

- 11 giugno 1981 - Ore 12.02 - Incidente di Vermicino

- 13 giugno 1981 - Incidente di Vermicino

- 3 settembre 1982 - Ore 21.44 - Attentato a Carlo Alberto dalla Chiesa

- 7 giugno 1984 - Ore 23.50 - Malore di Enrico Berlinguer

- 11 giugno 1984 - Ore 12.56 - Morte di Enrico Berlinguer

- 29 maggio 1985 - Ore 20.17 - Incidenti allo Stadio Heysel (Bruxelles)

- 29 maggio 1985 - Ore 21.08 - Incidenti allo Stadio Heysel (Bruxelles), 36 morti

- 28 gennaio 1986 - Ore 17.48 - Incidente del Challenger

- 26 aprile 1986 - Ore 1.23 - Incidente di Černobyl'

- 4 giugno 1989 - Ore 8.02 - Proteste di Piazza Tienanmen

- 9 novembre 1989 - Ore 19.19 - Crollo del Muro di Berlino

- 26 dicembre 1989 - Ore 11.17 - Colpo di Stato in Romania ed esecuzione di Ceausescu

- 11 febbraio 1990 - Ore 15.15 - Scarcerazione di Nelson Mandela

- 25 dicembre 1991 - Ore 18.01 - Dimissioni di Gorbaciov

- 25 dicembre 1991 - Ore 19.27 - Crollo dell'Unione Sovietica

- 23 maggio 1992 - Ore 19.09 - Strage di Capaci

- 19 luglio 1992 - Ore 17.47 - Strage via D’Amelio

- 15 gennaio 1993 - Ore 11.25 - Arresto di Salvatore Riina

- 27 marzo 1993 - Ore 17.33 - Avviso di garanzia a Giulio Andreotti

- 27 maggio 1993 - Ore 12.00 - Strage di via dei Georgofili

- 23 luglio 1993 - Ore 9.40 - Suicidio di Raul Gardini

- 31 ottobre 1993 - Ore 12.53 - Morte di Federico Fellini

- 20 marzo 1994 - Ore 14.43 - Uccisione di Ilaria Alpi e Miran Hrovatin

- 6 dicembre 1994 - Ore 15.36 - Dimissioni di Antonio Di Pietro

- 31 agosto 1997- Ore 5.49 - Morte di Lady Diana

- 5 maggio 1998 - Ore 19.02 - Alluvione di Sarno

- 19 gennaio 2000 - Ore 17.46 - Morte Bettino Craxi

- 20 luglio 2001 - Ore 18.01 - G8 di Genova - Morte Carlo Giuliani

- 22 luglio 2001 - Ore 0.46 - Irruzione alla scuola Diaz

- 11 settembre 2001 - Ore 14.51 - Attentato alle Twin Towers

- 11 settembre 2001 - Ore 15.43 - Pentagono in fiamme

- 11 settembre 2001- Ore 16.01 - Crollo prima Torre

- 20 marzo 2003 - Ore 19.16 - Esplosioni su Baghdad

- 12 novembre 2003 - Ore 9.17 - Attentati di Nassiriya

- 3 settembre 2004 - Ore 11.23 - Strage di Beslan

- 2 aprile 2005 - Ore 21.53 - Morte di Papa Giovanni Paolo II

- 10 luglio 2006 - Ore 18.39 - Rientro della nazionale Campione del Mondo

- 6 aprile 2009 - Ore 4.02 - Terremoto dell’Aquila

- 11 febbraio 2013 - Ore 11.46 - Dimissioni di Papa Benedetto XVI

- 7 gennaio 2015 - Ore 12.03 - Attentato alla sede di Charlie Hebdo

- 19 aprile 2015 - Ore 9.45 - Naufragio nel canale di Sicilia, 700 morti

- 13 novembre 2015 - Ore 22.14 - Attentati terroristici a Parigi

- 14 agosto 2018 - Ore 12.01 - Crollo del viadotto Polcevera, a Genova

- 18 marzo 2020 - Ore 20.10 - Pandemia di COVID-19

- 27 marzo 2020 - Ore 17.50 - Preghiera in tempo di pandemia

## Messa in onda
Il film venne trasmesso il 5 dicembre 2020 su Rai 3, registrando 1.591.000 telespettatori e uno share del 6,41%.